# (14995) Archytas
(14995) Archytas  es un asteroide perteneciente al cinturón de asteroides, descubierto el 5 de noviembre de 1997 por Paul G. Comba desde el Observatorio de Prescott, en Arizona, Estados Unidos.

## Designación y nombre
Archytas se designó inicialmente como 1997 VY1.
Más adelante fue nombrado en honor al filósofo y general de la Grecia clásica Arquitas (430-360 a. C.).

## Características orbitales
Archytas orbita a una distancia media del Sol de 3,0697 ua, pudiendo acercarse hasta 2,7864 ua y alejarse hasta 3,3530 ua. Tiene una excentricidad de 0,0922 y una inclinación orbital de 3,2472° grados. Emplea en completar una órbita alrededor del Sol 1964 días.

## Características físicas
Su magnitud absoluta es 13,0. Tiene 16,045 km de diámetro. Su albedo se estima en 0,047.